# 七硝基立方烷
七硝基立方烷是一种试验性的新型烈性炸药，可视作立方烷中七个氢被硝基取代而形成的化合物，与八硝基立方烷十分类似，其化学式为C8H(NO2)7。
与八硝基立方烷相比，目前还未制得足够的七硝基立方烷以进行稳定性和能量方面的详细测试。根据理论计算和化学能分析得出的假设，它的威力比目前的标准高能炸药奥克托今（HMX）等略强。尽管理论上七硝基立方烷的最大能量密度不如八硝基立方烷，但是它比已经制得的任何一种晶型八硝基立方烷都更有效，因为晶体的堆积更有效，因此密度更高。
七硝基立方烷最早是由芝加哥大学的菲利普·伊顿和中国留美化学家Mao-Xi Zhang于1999年制得，他们也制得了八硝基立方烷。

## 扩展阅读
- Bashir-Hashemi, A.; Higuchi, Hiroyuki. . 2009. ISBN 9780470682531. doi:10.1002/9780470682531.pat0333. |chapter=被忽略 (帮助)